# Planétarium et centre scientifique Morehead
Le planétarium et centre scientifique Morehead est situé sur le campus de l'université de Caroline du Nord à Chapel Hill. Il s'agit de l'un des plus anciens et des plus grands planétariums des États-Unis, qui a accueilli plus de sept millions de visiteurs à l'occasion de son 60e anniversaire en 2009. En tant qu'unité de l'université, Morehead reçoit environ un tiers de son financement de sources étatiques, un tiers par la vente de billets et de cadeaux, et un tiers par des cadeaux et des subventions.
Ouvert pour la première fois en 1949, le planétarium a été utilisé pour former les astronautes des programmes Gemini et Apollo à la navigation céleste. Jusqu'à la fin des années 1990, il contenait l'un des plus grands planétaire coperniciennes en activité au monde. L'installation a été donnée à l'université par l'ancien élève John Motley Morehead III (en), qui y a investi plus de trois millions de dollars.

## Histoire
Le planétarium Morehead a ouvert ses portes le 10 mai 1949 après dix-sept mois de construction. Premier planétarium du Sud des États-Unis, il est le sixième à être construit aux États-Unis,. Conçu par les mêmes architectes qui ont planifié le Jefferson Memorial, le coût de sa construction, environ 3 millions de dollars ,,, en a fait le bâtiment le plus cher jamais construit en Caroline du Nord à l'époque. Le Morehead Planetarium a été officiellement inauguré lors d'une cérémonie qui s'est tenue le 10 mai 1949.

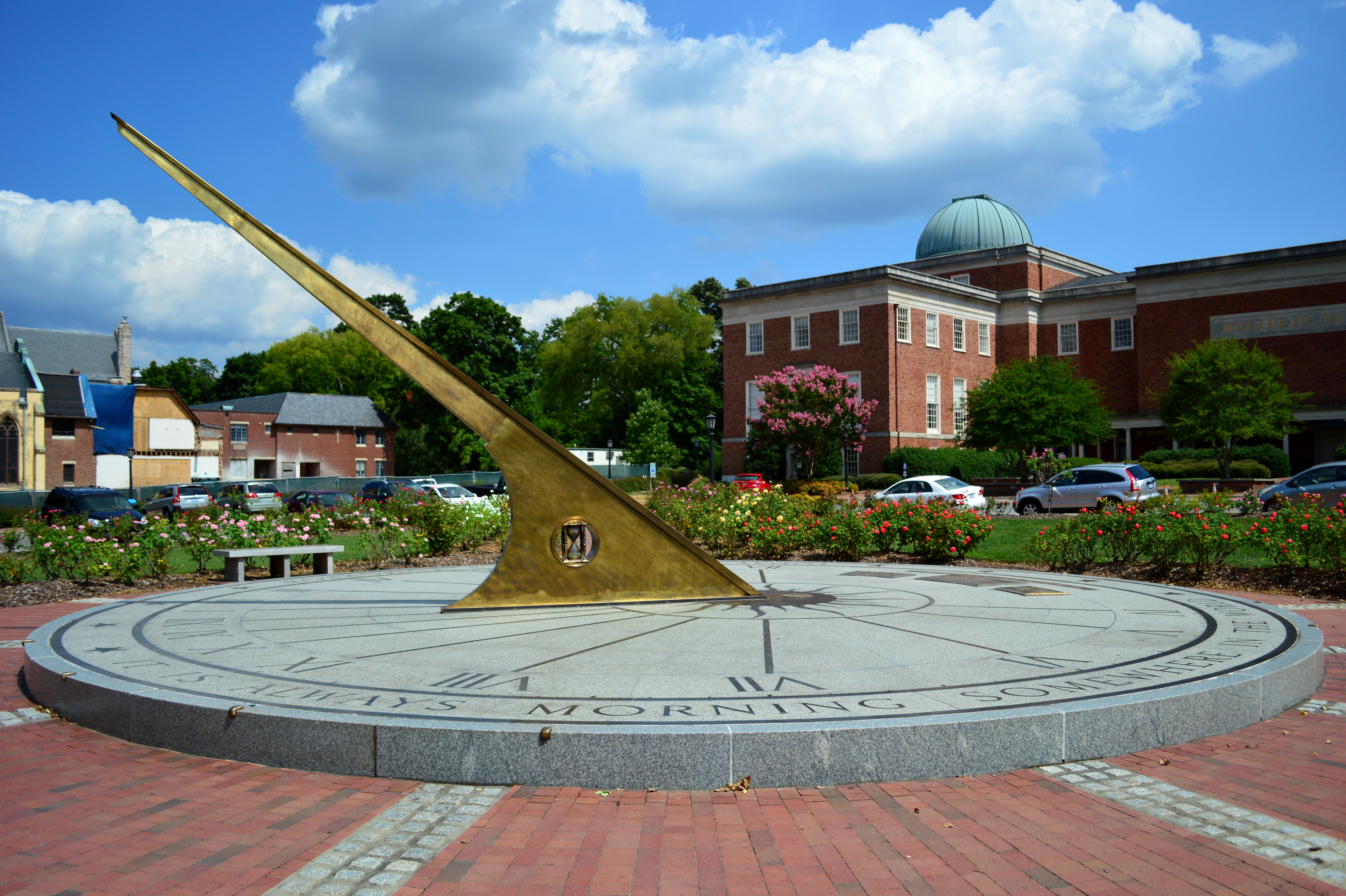
Le cadran solaire devant le planétarium Morehead.

Comme Zeiss, la firme allemande qui produisait des projecteurs pour planétarium, avait perdu la plupart de ses usines pendant la Seconde Guerre mondiale, il y avait très peu de projecteurs disponibles à l'époque. Morehead a dû se rendre en Suède, où il avait précédemment servi comme ambassadeur américain, pour acheter un Zeiss Model II qui servirait de cœur au nouveau planétarium de Caroline du Nord.
Let There Be Light a été le premier spectacle du planétarium.
De 1959 à 1975, tous les astronautes des programmes Mercury, Gemini, Apollo, Skylab et Apollo-Soyouz ont passé des heures à s'entraîner à la navigation astronomique au planétarium. Les techniciens de Morehead ont mis au point des répliques simplifiées de modules de vol et d'outils à utiliser pour la formation, souvent à partir de contreplaqué ou de carton. Une maquette simulant les parties clés de la capsule Gemini a été construite en contreplaqué et montée sur une chaise de barbier pour permettre les changements de tangage et de lacet. Plusieurs de ces objets sont exposés au planétarium. Cet entraînement a peut-être contribué à sauver la vie d'astronautes à l'occasion. Les astronautes à bord d'Apollo 12 ont fait appel à cet entraînement après que leur fusée Saturn V ait été frappée par la foudre à deux reprises pendant son ascension, ce qui a mis hors service les systèmes de l'engin spatial et les a obligés à configurer les systèmes de navigation en fonction des repères pris manuellement. Gordon Cooper a utilisé sa formation pour effectuer l'atterrissage le plus précis possible du projet Mercury après qu'une panne de courant ait affecté les systèmes de navigation. Les astronautes dégustaient des boissons gazeuses, des biscuits et d'autres collations pendant leurs heures d'entraînement intensif, ce qui a amené les employés du planétarium à créer le nom de code « cookie time » pour désigner les séances d'entraînement. Alexander Julian (en), créateur de vêtements et natif de Chapel Hill, se souvient d'avoir rencontré les astronautes de Mercury lors d'une visite au planétarium alors qu'il était au collège.
Le premier astronaute à s'entraîner à Morehead, en mars 1964, était Neil Armstrong. Il est revenu quelques mois seulement avant le lancement d'Apollo 11 en 1969, passant un total de vingt jours à Morehead au cours de onze sessions d'entraînement, plus que tout autre astronaute. Les astronautes ont déclaré que le grand dôme était très réaliste, qualifiant l'installation de « superbe ».